# Текофилеевые
Текофилеевые (лат. Tecophilaeaceae) — семейство однодольных травянистых многолетних луковичных растений в составе порядка Спаржецветные. Распространены в Чили, США, Африке. Многолетние травы с волокнистыми клубнелуковицами, реже - клубнями. Семейство признано такими современными системами классификации, как система APG II 2003 года и система APG III 2009 года. Название семейства — от рода Tecophilaea, названного Карло Бертеро в честь Текофилы Биллиотти, дочери итальянского ботаника Луиджи Алоизия Колла, первым описавшего виды этого рода.

## Описание

Текофилея фиалкоцветковая

Многолетние травы с волокнистыми клубнелуковицами, реже - клубнями (Валлерия). Стебли однолетние, прямостоячие, или редуцированы (соцветие непосредственно над приземными листьями). Листья приземные, реже стеблевые, двурядные или в розетках, формы листьев разнообразны.
Цветки обоеполые, актиноморфные или слегка зигоморфные, собраны в простые кисти или в метелки. Сегментов околоцветника 6, обычно более или менее сросшихся. 6 тычинок, приросших к сегментам околоцветника; обычно все тычинки фертильные, но 2 — 3 могут быть превращены в стаминодии; иногда нити тычинок срастаются у основания. Пыльники часто с надсвязником, прикреплены основанием, раскрываются верхушечными порами или короткой верхушечной щелью. Пыльцевые зерна обычно однобороздные, иногда с трехлучевой бороздой. Гинецей из 3 плодолистиков, синкарпный, с шиловидным или нитевидным столбиком и маленьким цельным рыльцем; завязь полунижняя, с двумя или многими анатропными семязачатками в каждом гнезде.
Плод —- трехбороздная локулицидная коробочка. Семена многочисленные, шарообразные или яйцевидные, с крупным зародышем, окруженным мясистым эндоспермом.

## Распространение
Современный ареал семейства разделен на три несвязанных области, располагающихся в голарктическом, палеотропическом, неотропическом и голантарктическом флористических царствах, в зоне умеренного, субтропического и тропического климата.
Роды Conanthera, Tecophilaea и Zephyra являются эндемиками Чили, род Odontostomum - штата Калифорния, США. Остальные роды распространены в тропической и южной Африке.

## Эволюция и филогения
Дивергенция клады текофилеевых датируется приблизительно в 108 миллионов лет. Возраст коронной группы в котором началось расхождение современных текофилеевых, оценивается в 87 миллионов лет.
До сих пор неясно положение иксиолирионовых и текофилеевых в филогенетическом древе спаржецветных. Некоторые молекулярные исследования ДНК объединяют оба семейства в одну кладу. Оба этих семейства имеют некоторые сходные морфологические признаки, например, наличие клубнелуковицы, соцветия ботрические и, часто, почти образуют головку, листья образуют спираль и сходятся к основанию, относительно крупные цветки с наружной стороны имеют остроконечные лепестки, околоцветник формирует короткую трубку, тычинки вставлены в горловину околоцветника и число хромосом X = 12.
Тем не менее, иксиолирионовые дивергировали от прочих спаржецветных ранее, чем текофилеевые. Клада, объединяющая оба эти семейства, - сестринская для дориантовых.

## Роды
- Conanthera
- Cyanella. В этот род включён ранее считавшийся самостоятельным род Eremiolirion
- Cyanastrum
- Kabuyea
- Lanaria — монотипный род, иногда его выделяют в отдельное семейство Lanariaceae.
- Odontostomum
- Tecophilaea
- Walleria
- Zephyra